# ماريو فرنانديز (لاعب كرة قدم)
ماريو فرنانديز (بالإسبانية: Ruyales)‏ (25 سبتمبر 1984 في إسبانيا - ) هو لاعب كرة قدم إسباني في مركز حراسة المرمى. لعب مع أتلتيكو مدريد ب وأتلتيكو مدريد ج وريال أوفييدو ونادي أليكانتي ونادي جامعة مرسية وجيمناستيسيا  توريلافيجا ‏ ونادي بالنثيا ‏ وCD Leganés B ‏.

## وصلات خارجية
- ماريو فرنانديز على موقع قاعدة بيانات كرة القدم.إي يو (الإنجليزية)
- ماريو فرنانديز على موقع Soccerway.com (الإنجليزية)